# Piero Parini
Piero Parini (Milano, 13 novembre 1894 – Atene, 23 agosto 1993) è stato un militare, politico e prefetto italiano, podestà di Milano dal 1943 al 1944.

## Primi anni
Figlio di un ispettore delle ferrovie, combatté nella Grande Guerra come ufficiale pilota nella stessa squadriglia di Gabriele D'Annunzio, che seguirà nell'impresa di Fiume. Aderì fin dall'inizio alle Squadre d'azione fasciste e, come redattore per la cronaca estera del Popolo d'Italia, fu inviato a Ginevra presso la Società delle Nazioni.

## Attività politica
Iscritto al Partito Nazionale Fascista dal 1922, Parini, in possesso di una buona conoscenza della lingua francese e forte dell'esperienza di numerosi viaggi in Jugoslavia e Grecia, fu avviato alla carriera diplomatica dal sottosegretario agli Esteri Dino Grandi: nel 1927 fu nominato console d'Italia ad Aleppo, in Siria.
Nel 1929 venne nominato Segretario generale dei Fasci all'Estero, nel 1930 Direttore generale degli Italiani all'estero e scuole, e Console generale di 1ª Classe. Nell'agosto 1932 è nominato Ministro plenipotenziario ed assume anche la direzione generale del Lavoro italiano all'estero. Dal 1929 in qualità di direttore della Fondazione nazionale del Littorio curò l'attività in Italia di alcune colonie per l'infanzia riservate ai figli degli italiani residenti all'estero, costruendone anche ex novo a Cattolica sul Mare Adriatico (1934) e Tirrenia sul Mar Tirreno (1935).
Nel novembre 1935 fu collocato in congedo dalle sue cariche per prestare servizio militare.

## Durante e dopo la guerra d'Etiopia
All'inizio della Guerra d'Etiopia nel 1936, Parini decise di riunire i volontari Italiani provenienti dall'estero in un unico reparto (di cui circa un migliaio di italo-americani). Nacque così la 221ª Legione CC.NN. "Fasci italiani all'estero" inquadrata nella 6ª Divisione CC.NN. "Tevere" al comando del generale Enrico Boscardi.

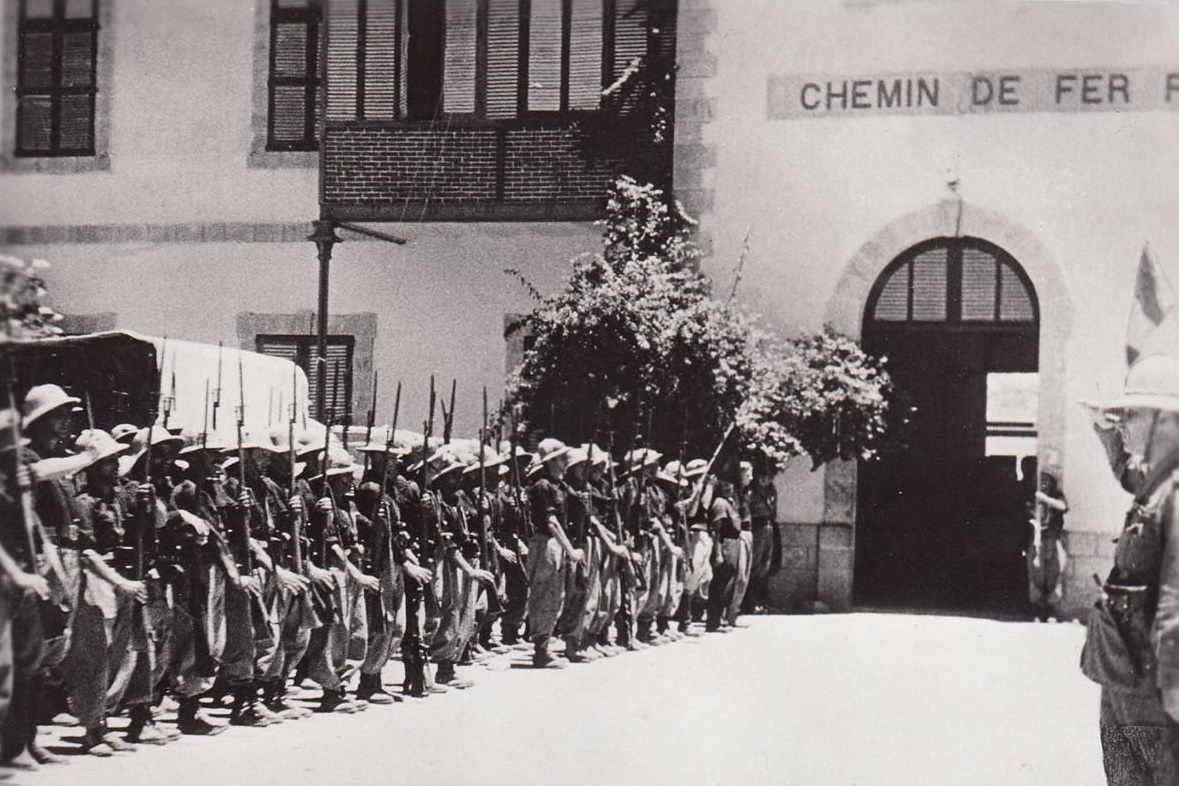
Le Camicie nere prendono possesso della stazione di Dire Daua nel maggio 1936

Nel gennaio 1936 la Tevere fu concentrata a Mogadiscio dove completò l'addestramento. Col grado di console della Milizia Volontaria per la Sicurezza Nazionale, Parini guidò tra aprile e maggio la 221° alla conquista di Dire Daua, impresa per la quale fu decorato con la medaglia d’argento al valor militare.
Nel giugno 1936 rientrò al ministero degli Affari esteri ove fu riconfermato a capo della Direzione generale degli Italiani all’estero con la qualifica di ministro plenipotenziario di prima classe, mantenendo tuttavia tale carica solo fino all'autunno 1937. Ebbe successivamente vari incarichi governativi presso le nuove colonie italiane.
Nel 1941, in seguito all'occupazione della Grecia, fu nominato commissario civile per le Isole Jonie fino alla caduta del fascismo il 25 luglio 1943.

## La Repubblica Sociale Italiana

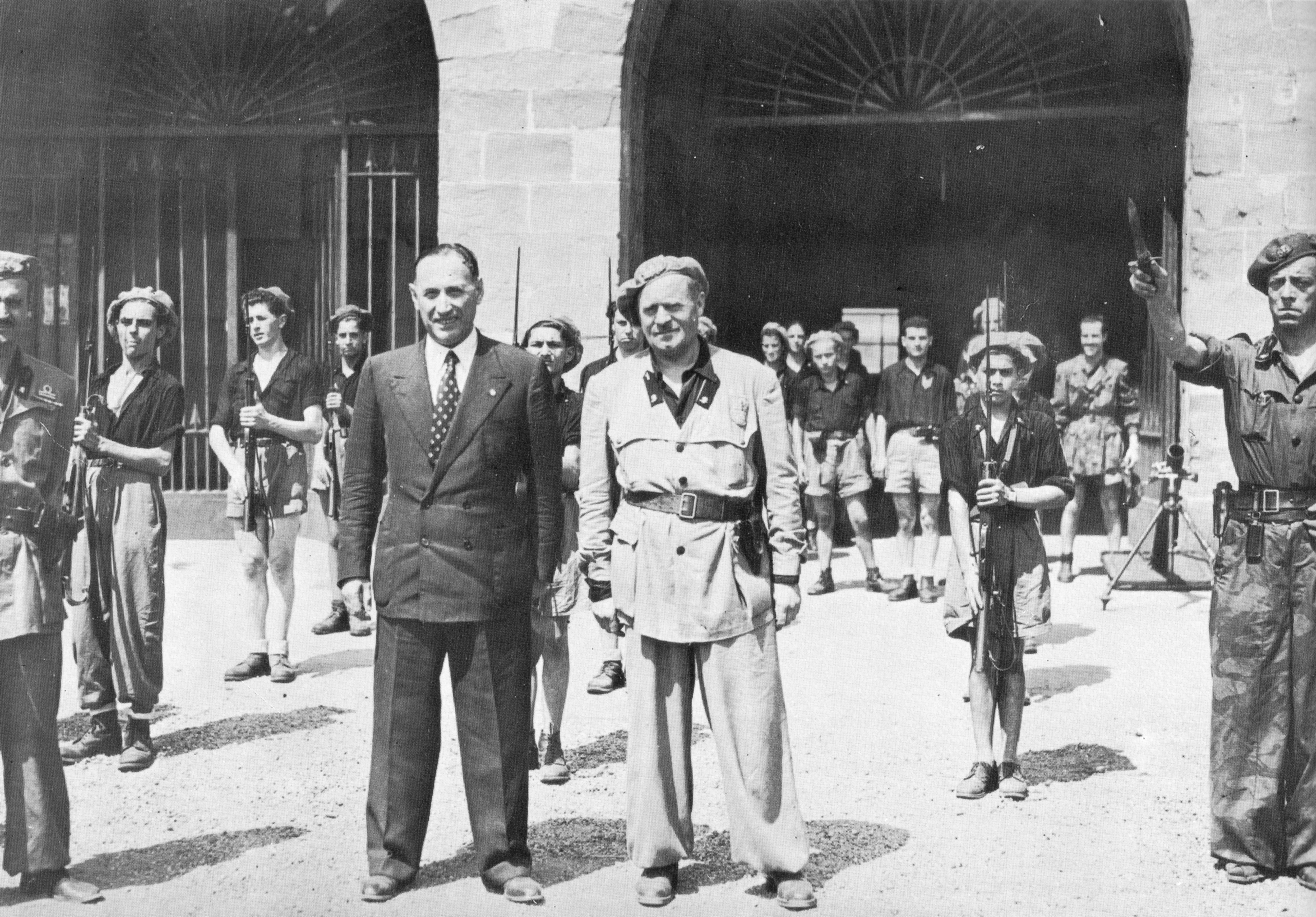
Piero Parini con Francesco Colombo, comandante della Legione Autonoma Mobile "Ettore Muti", a Milano nel 1944.

Rientrato avventurosamente in Italia dopo l'armistizio dell'8 settembre 1943 aderì alla Repubblica Sociale Italiana e il 15 ottobre accettò la carica di podestà di Milano.
Rivolgendo le sue attenzioni alla popolazione, il 2 aprile 1944, per risanare le esauste casse comunali, lanciò una sottoscrizione per un prestito pubblico denominata “Città di Milano” ma, ancora oggi, ricordato in Milano come “prestito Parini”; la somma stabilita di 1 miliardo di lire fu rapidamente coperta con il concorso popolare e il Comune di Milano incassò 1.056.000.000 lire. Il CLNAI tentò di boicottare l'iniziativa, dichiarando che non sarebbe stato riconosciuto nulla ai sottoscrittori né agli istituti bancari successivamente alla caduta del fascismo, ma, alla fine della guerra, la legittimità del prestito fu riconosciuta sia dagli Alleati sia dalla nuova amministrazione comunale milanese costituita dal CLN stesso.

Le mense pubbliche create da Parini a Milano nel 1944

Il 15 gennaio 1944 fu nominato capo della Provincia di Milano e insieme al commissario federale Vincenzo Costa creò 10 grandi refettori (denominati "mense comuni") sparsi in tutta la città in grado di fornire a prezzi irrisori circa 50.000 pasti caldi al giorno.
Sotto la protezione di Parini un gruppo di ebrei facenti capo all'avvocato Del Vecchio visse nascosto nel palazzo della prefettura.
Il 7 agosto 1944 un attentato, in viale Abruzzi, provocò numerose vittime (sei morti ed undici feriti) tra i civili e nessuna vittima tra i tedeschi: ciononostante la reazione tedesca fu immediata e violenta, con la decisione di fucilare in Piazzale Loreto per rappresaglia 15 antifascisti prelevati dal San Vittore con un plotone composto da militi della Legione Autonoma Mobile Ettore Muti, con ciò coinvolgendo direttamente il fascismo milanese. Parini, contrario alla rappresaglia, già su posizioni di critica, osteggiato dalle autorità tedesche e dallo stesso Mussolini, rassegnò le dimissioni nel tentativo di rinsaldare la coesione delle forze moderate, minata dalla durezza della repressione tedesca. La carica passò al nuovo capo della provincia Mario Bassi.
Trascorse gli ultimi mesi di guerra come un privato cittadino, evitando di farsi coinvolgere dalle ultime fasi del conflitto.

## Il dopoguerra
Dopo un infruttuoso tentativo di passare in Svizzera (aveva sposato la ticinese Rosetta Colombi, amica dell'irredentista Teresina Bontempi) , fu processato davanti alla Corte d’assise straordinaria di Milano per collaborazionismo. Il processo si svolse nell'estate 1945. Parini fu difeso dallo stesso avvocato Del Vecchio con un'appassiona orazione, che affermò tra l'altro:
()
Nel corso del processo anche Riccardo Lombardi, membro del CLNAI e prefetto di Milano, testimoniò a favore di Parini: 
(Riccardo Lombardi, 8 giugno 1945)
Fu condannato a 8 anni e 4 mesi avendo ricoperto importanti incarichi nella R.S.I. A seguito di un ricorso alla Corte di Cassazione venne nuovamente processato nel 1946 presso la Corte di assise straordinaria di Varese e definitivamente condannato a tre anni (di cui poco più di uno trascorso in carcere) interamente condonati a seguito all'amnistia Togliatti.
Pochi giorni prima del processo, in libertà provvisoria, era riparato in America Latina, prima in Argentina e poi in Brasile, lavorando nel campo delle condutture per gas liquido in qualità di dirigente industriale.
Ritornò in seguito a Milano dove fu anche eletto consigliere comunale del Movimento Sociale Italiano. Trascorse gli ultimi anni della vita ad Atene con la seconda moglie Melpomene Fafaliou, in una casa nei pressi del Partenone.